# Yevgueni Zhúkov (gimnasta)
Yevgueni Zhúkov (o Evgeni Joukov, o Evgeni Ghukov, 18 de enero de 1982; Unión Soviética) es un gimnasta artístico retirado ruso, subcampeón del mundo en 1994 en el concurso por equipos, medallista de bronce mundial en 1997 en el concurso por equipos.

## 1994
En el Mundial de Dortmund gana la medalla de plata en el concurso por equipos —Rusia queda tras China (oro) y por delante de Ucrania (bronce)—; sus compañeros en el equipo ruso fueron: Yevgueni Sabáyev, Dmitri Karbanenko, Alekséi Némov, Dmitri Trush, Dmitri Vasilenko y Alekséi Voropáyev.

## 1997
En el Mundial de Lausana 1997 consigue el bronce en la competición por equipos, tras China y Bielorrusia, siendo en esta ocasión, sus compañeros: Alekséi Bondarenko, Alekséi Voropáyev, Alekséi Némov, Dmitri Vasilenko y Nikolái Kriúkov.